# Charles Akkonor
Charles Kwablan Akonnor est un footballeur international ghanéen né le 12 mars 1974 à Accra. Il se reconvertit ensuite en entraîneur.

## Biographie
Avec l'équipe du Ghana des moins de 20 ans, il participe à la Coupe du monde des moins de 20 ans en 1993. Lors du mondial junior organisé en Australie, il joue quatre matchs. Il s'illustre en inscrivant un but en phase de poule contre le Portugal. Le Ghana s'incline en finale face au Brésil.
Charles Akkonor reçoit 41 sélections en équipe du Ghana entre 1991 et 2011, inscrivant 12 buts.
Il participe avec le Ghana à quatre Coupes d'Afrique des nations : en 1994, 1996, 1998 et enfin 2000.
Lors de la CAN 1994 organisée en Tunisie, il se met en évidence en inscrivant deux buts : un but en phase de poule contre la Guinée, puis un but lors du quart de finale perdue face à la Côte d'Ivoire. Lors de la CAN 1996 qui se déroule en Afrique du Sud, il marque un but en phase de poule contre la Tunisie. Le Ghana se classe quatrième de cette CAN, en étant battu par la Zambie lors de la "petite finale". Il ne marque ensuite plus de but lors CAN suivantes.
Lors de l'été 1996, il participe avec la sélection olympique aux Jeux olympiques d'été de 1996 organisés à Atlanta. Lors du tournoi olympique, il joue trois matchs. Il s'illustre en marquant un but lors du quart de finale perdu face au Brésil.
Au cours de sa carrière en club, il évolue principalement en Allemagne, où il dispute 121 matchs en première division pour 13 buts, et 199 matchs en deuxième division pour 30 buts.
Il participe avec le VfL Wolfsburg aux tours préliminaires de la Coupe de l'UEFA en 1999. Il se met alors en évidence en inscrivant quatre buts en quatre matchs.

## Carrière

### Carrière de joueur
- 1990-1992 : Ashanti Gold SC  Ghana
- 1992-1998 : SC Fortuna Cologne  Allemagne
- 1998-2003 : VfL Wolfsburg  Allemagne
- 2003-2005 : Unterhaching  Allemagne
- 2005-2007 : AC Horsens  Danemark
- 2007-2008 : Alki Larnaca  Chypre
- 2008-fév. 2009 : SC Langenhagen  Allemagne

### Carrière d'entraîneur
- fév. 2009-déc. 2009 : Sekondi Wise Fighters  Ghana
- mars 2012-oct. 2012 : Hearts of Oak  Ghana[7]

## Palmarès
- 41 sélections et 12 buts avec le  Ghana.
- Finaliste de la Coupe du monde des moins de 20 ans en 1993
- Élu footballeur ghanéen de l'année en 1994